# سیگنه ریسالو

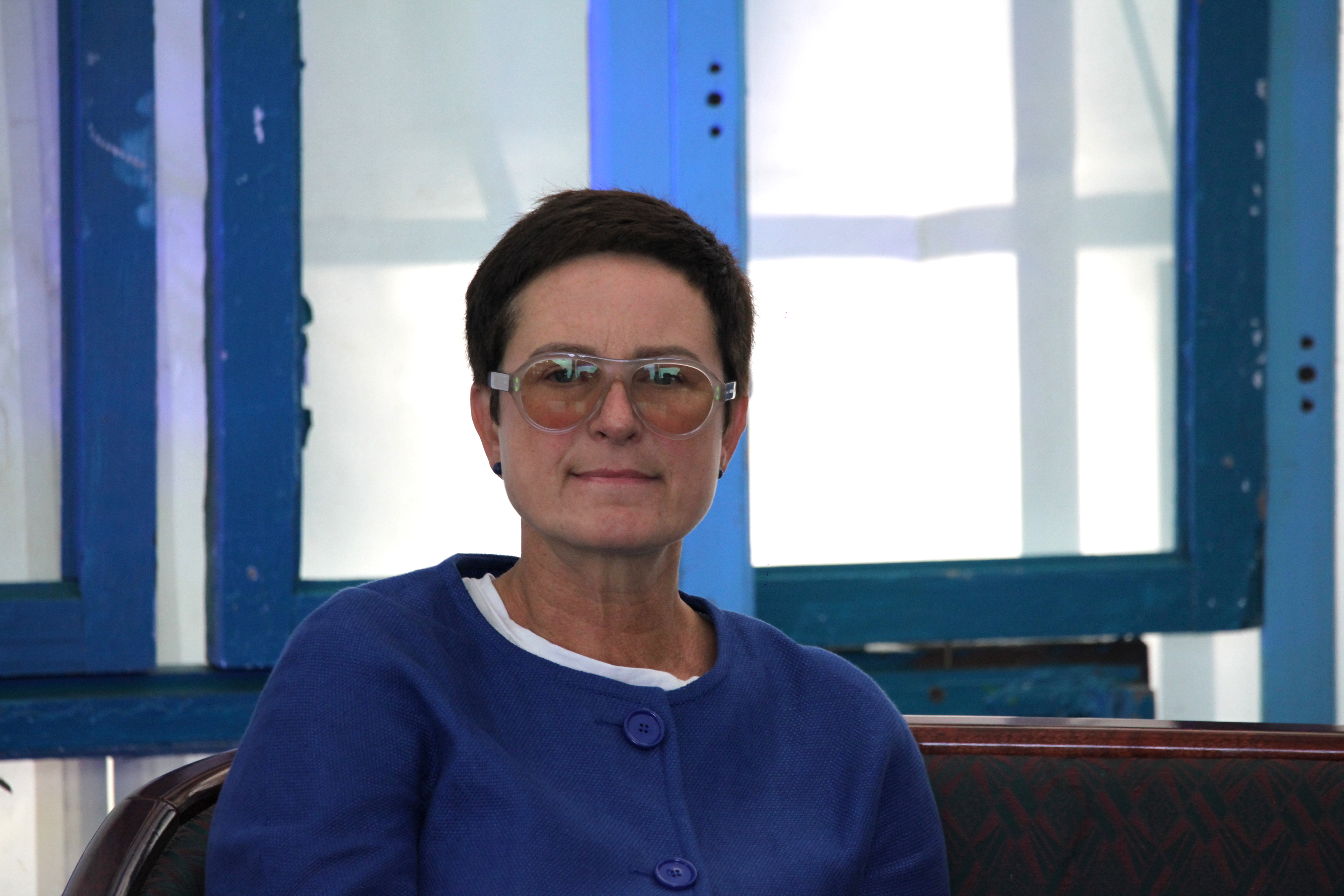
Signe Riisalo (2021)

سیگنه ریسالو (استونیایی: Signe Riisalo؛ زادهٔ ۸ اکتبر ۱۹۶۸) سیاست‌مدار اهل استونی است.
وی در ژانویه ۲۰۲۱ به‌عنوان وزیر حمایت اجتماعی وزارت امور اجتماعی استونی انتخاب شد.